# Rauschenplatt (Adelsgeschlecht)

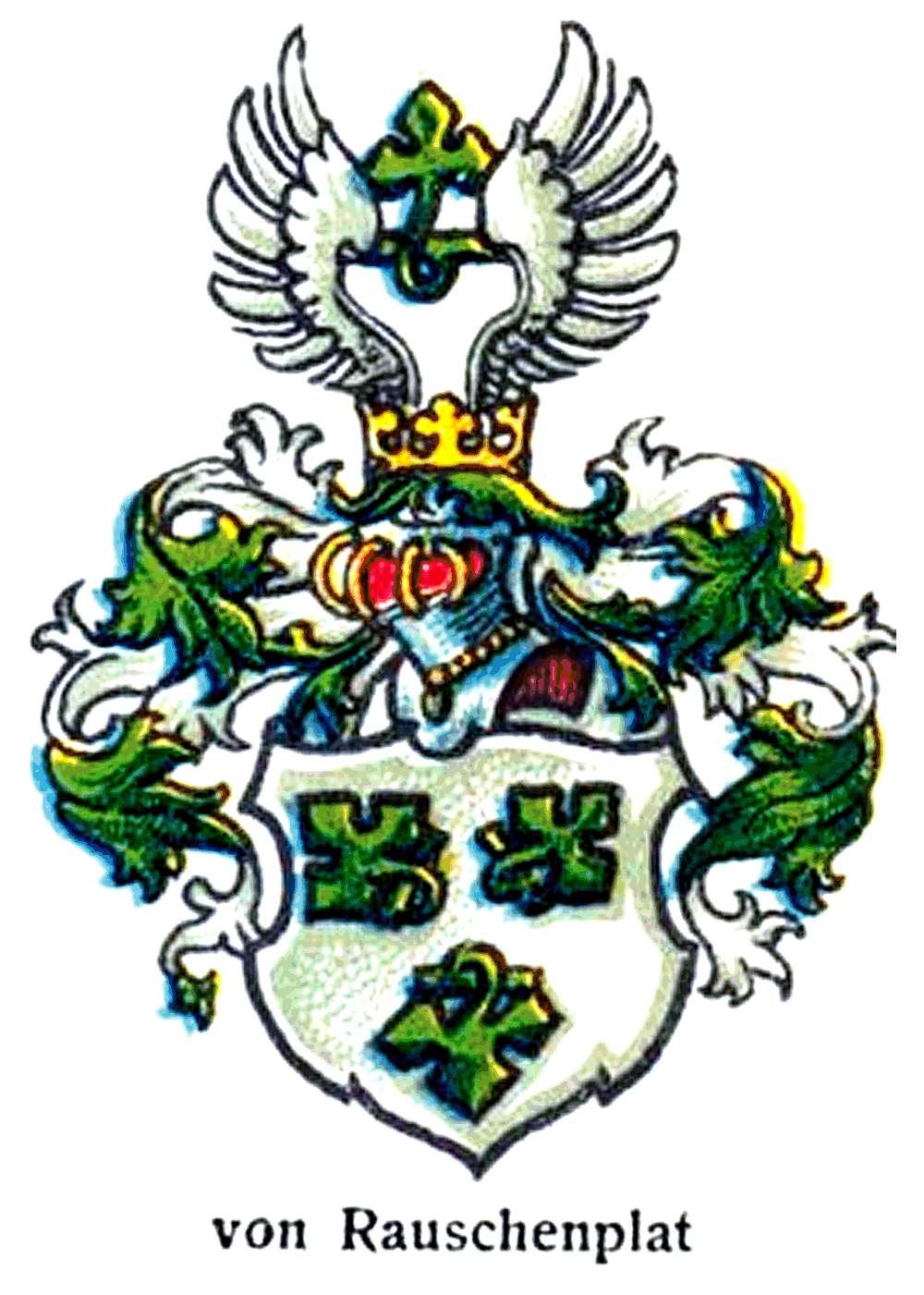
Wappen derer von Rauschenplatt

Rauschenplatt, auch Rauscheblat, Rauschenplat oder Rauschenblatt ist der Name eines ursprünglich braunschweigischen, später preußischen Adelsgeschlechts.

## Geschichte
Das Geschlecht gehört dem hildesheimischen Uradel an. Mit Günzel Ruscheplate, Burgmann auf der Winzenburg, wurde die Familie 1109 zuerst urkundlich genannt. Eine spätere urkundliche Nennung erfolgte mit Karsten Ruscheplate am 9. Oktober 1346. Die Stammreihe beginnt entweder mit Henricus Rauschenplat um 1360, oder mit Hermann von Rauschenplat um 1430. 1482 stattete das Hochstift Hildesheim die Herren von Rauschenplatt mit Lehen für drei Höfe in Binder aus. Rudolf von Rauschenplat hatte als letzter Adliger das Amt Steuerwald in Händen, bevor es 1554 vom Hochstift zurückgekauft wurde.

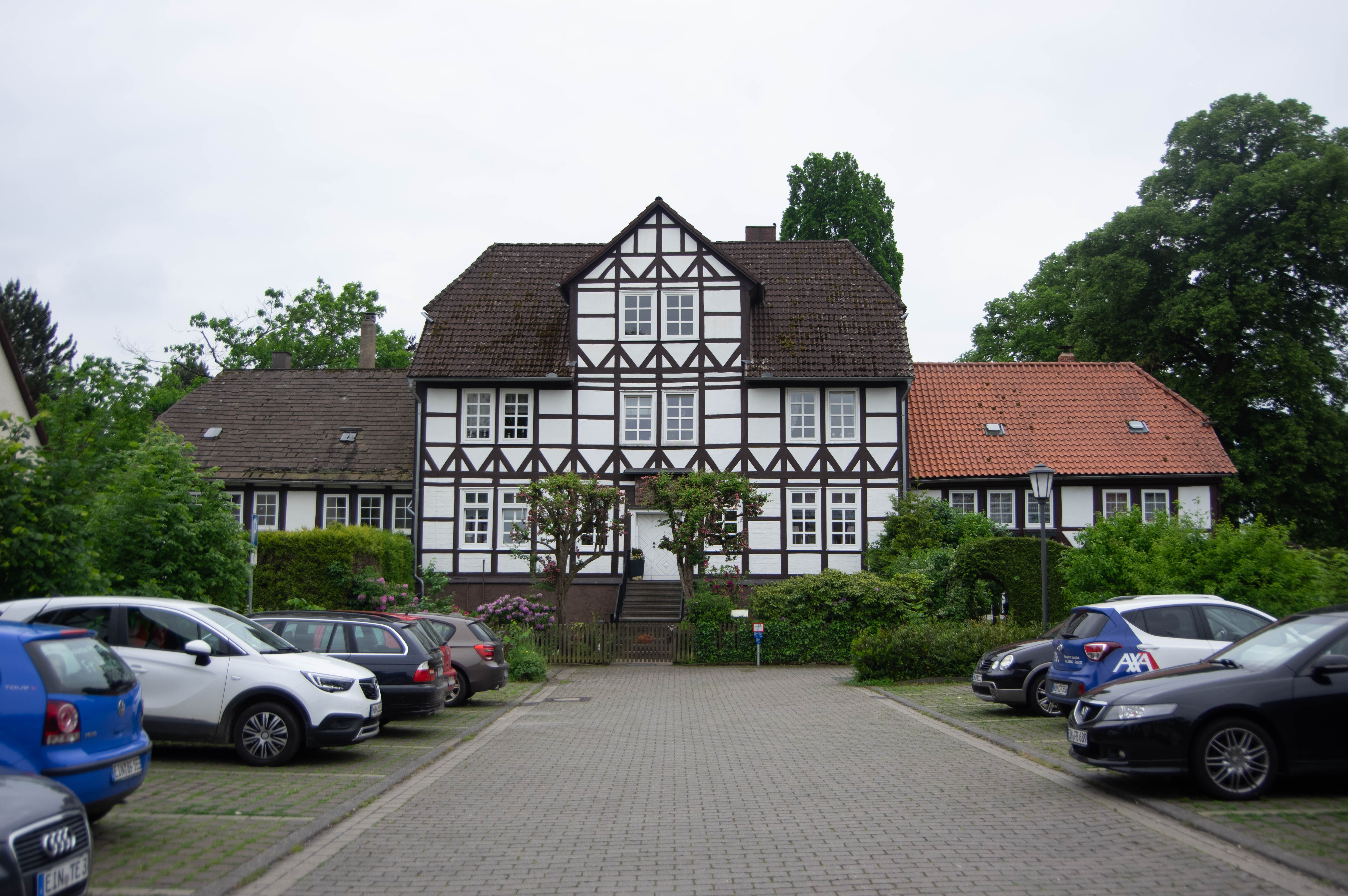
Burgmannshof der Rauschenplat in der Altstadt von Dassel, innerhalb der ehemaligen Stadtmauer. Schon 1454 in ihrem Besitz, erfolgte durch sie 1732 ein	Neubau des freien Burghauses.

1578 bis 1609 hatten die von Rauschenplatt in Meimerhausen einen Sitz und verfügten auch im nahen Dorf Everode über Ländereien. Im 16. und 17. Jahrhundert besaß die Familie auch Höfe bzw. Grundbesitz in Denkiehausen. Um 1600 war die Familie auch zu Sellenstedt begütert, das sie zwischen 1807 und 1813 an Christoph Friedrich Lüntzel (1749–1826) verkauften. Johann von Rauschenplatt und Georg Heinrich von Rauschenplatt standen 1777 bzw. 1782 der Rauschenplatt-Infanterie aus dem Anhalt-Zerbstschen Kontingent im Amerikanischen Unabhängigkeitskrieg vor.

## Verwandte

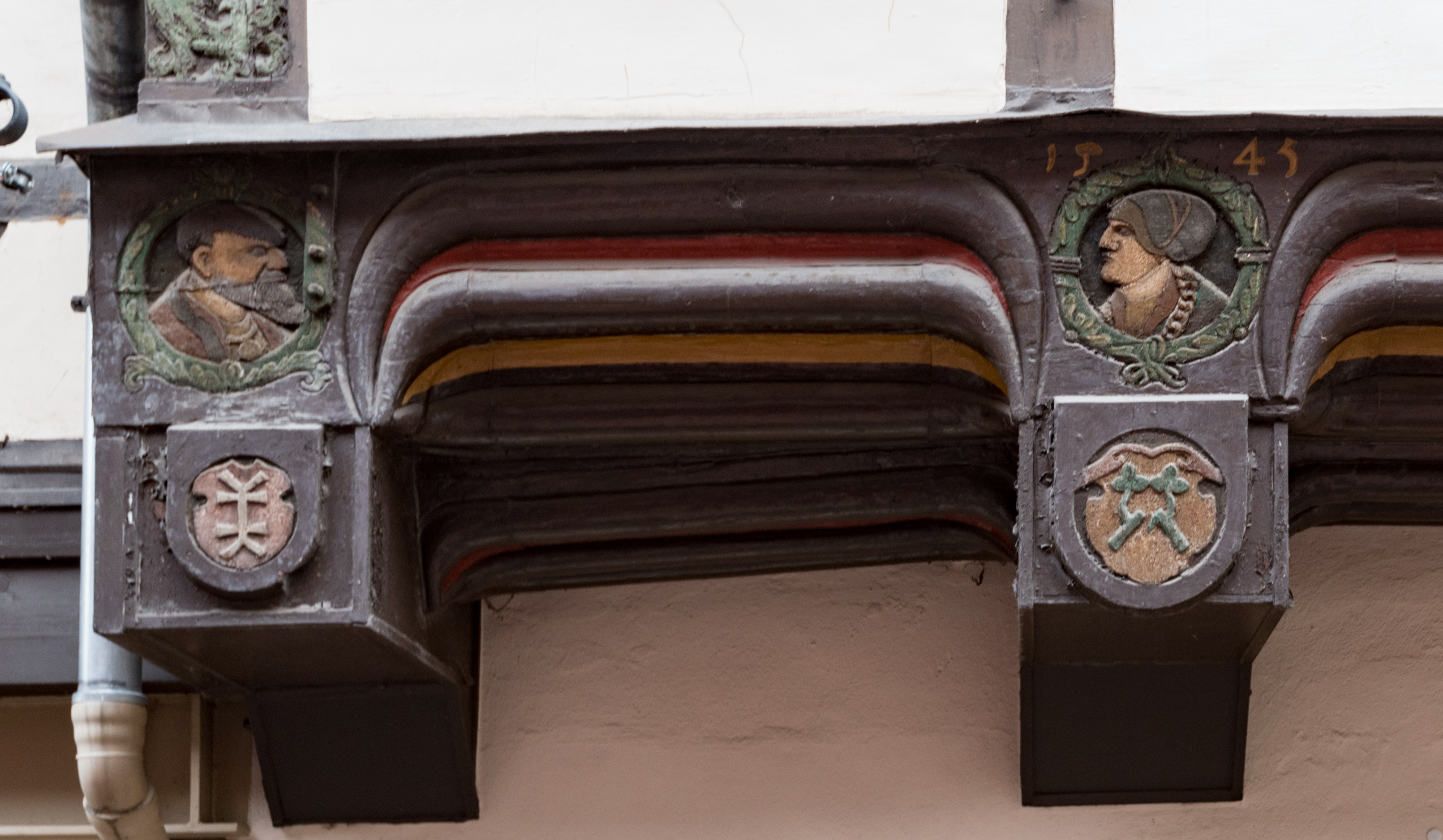
Ludolf Rauschenplats Wappen rechts unten an seinem ehemaligen Wohnhaus

Der Bürgermeister von Göttingen, Ludolf Rauschenplat († 1557), entstammte einem illegitimen Zweig des adligen Geschlechtes. Diese bürgerliche Familie führte zwei Kleeblätter im Wappen.

## Angehörige
- Siegfrid von Rauschenplatt, 1508 Scholaster des Alexanderstifts in Einbeck
- Barwart von Rauschenplat, 1581/1582 Großvogt im Fürstentum Lüneburg
- Georg von Rauschenplat, 1807 Distrikts-Rat im Distrikt Hildesheim und Kantonmaire im Kanton Bodenburg[9]
- Johann Ernst Arminius von Rauschenplat (1807–1868), deutscher Revolutionär und Freiheitskämpfer
- Ernst Johann Hermann von Rauschenplat, 1848/1849 Ministerialrat im Reichsministerium des Innern, 1850 Mitglied der Bundeszentralkommission
- Caroline von Rauschenplat, geb. von Corbin (1832–1892), deutsche Offiziersgattin und Stifterin der von-Rauschenplat-Stiftung
- Ottilie von Rauschenplat (1851–1923), Ehefrau von Iwan Oldekop (1844–1936), deutscher Vizeadmiral
- Hellmuth von Rauschenplat alias Fritz Eberhard (1896–1982), deutscher Journalist und sozialdemokratischer Politiker

## Wappen

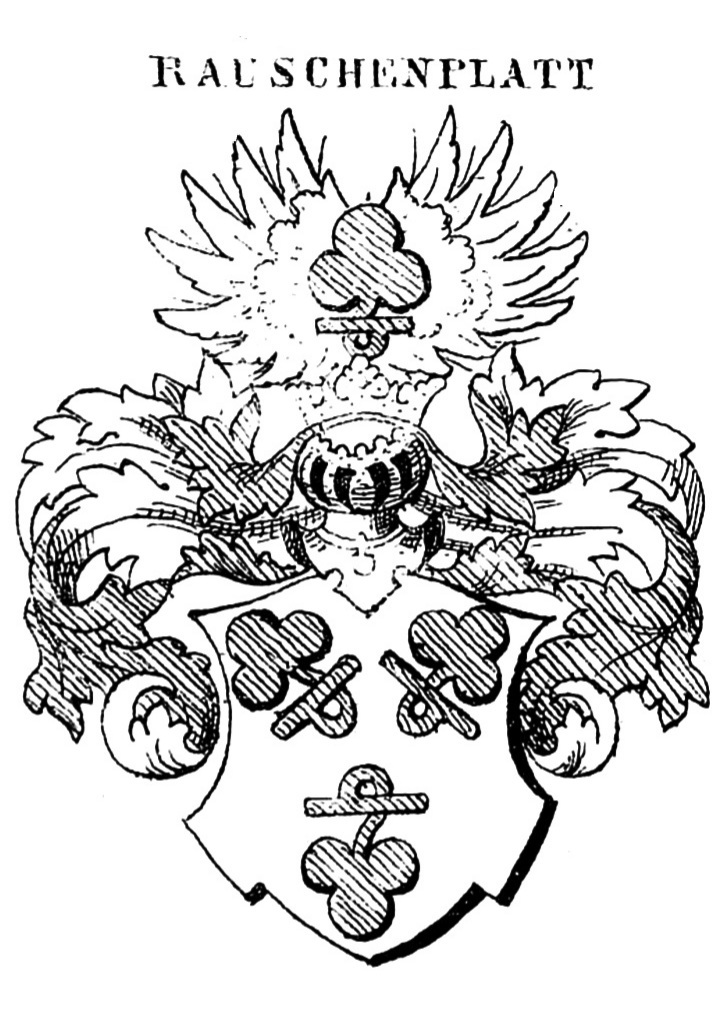
Wappen der Rauschenplatt nach Adolf Matthias Hildebrandt, 1869
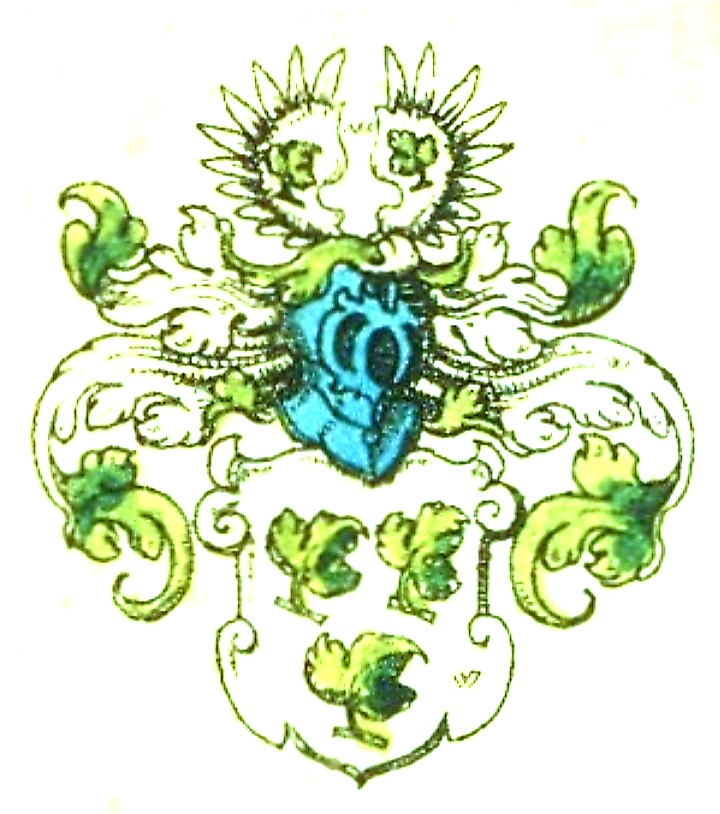
Wappen der Rauschenplatt, Siebmachers Wappenbuch von 1605, Braunschweiger Adel
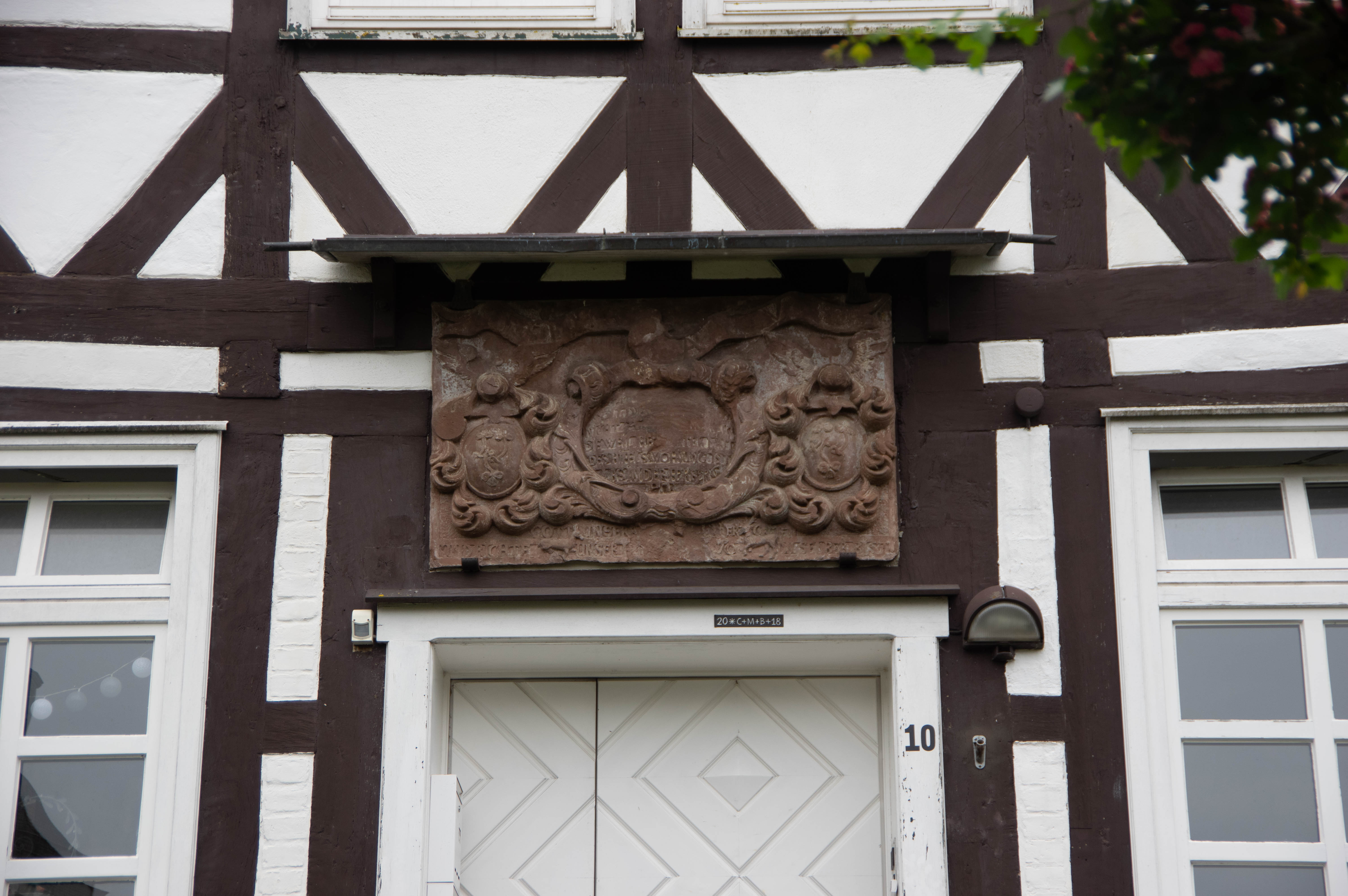
Wappen der Rauschenplatt am Portal ihres ehemaligen Burgmannshofes in Dassel
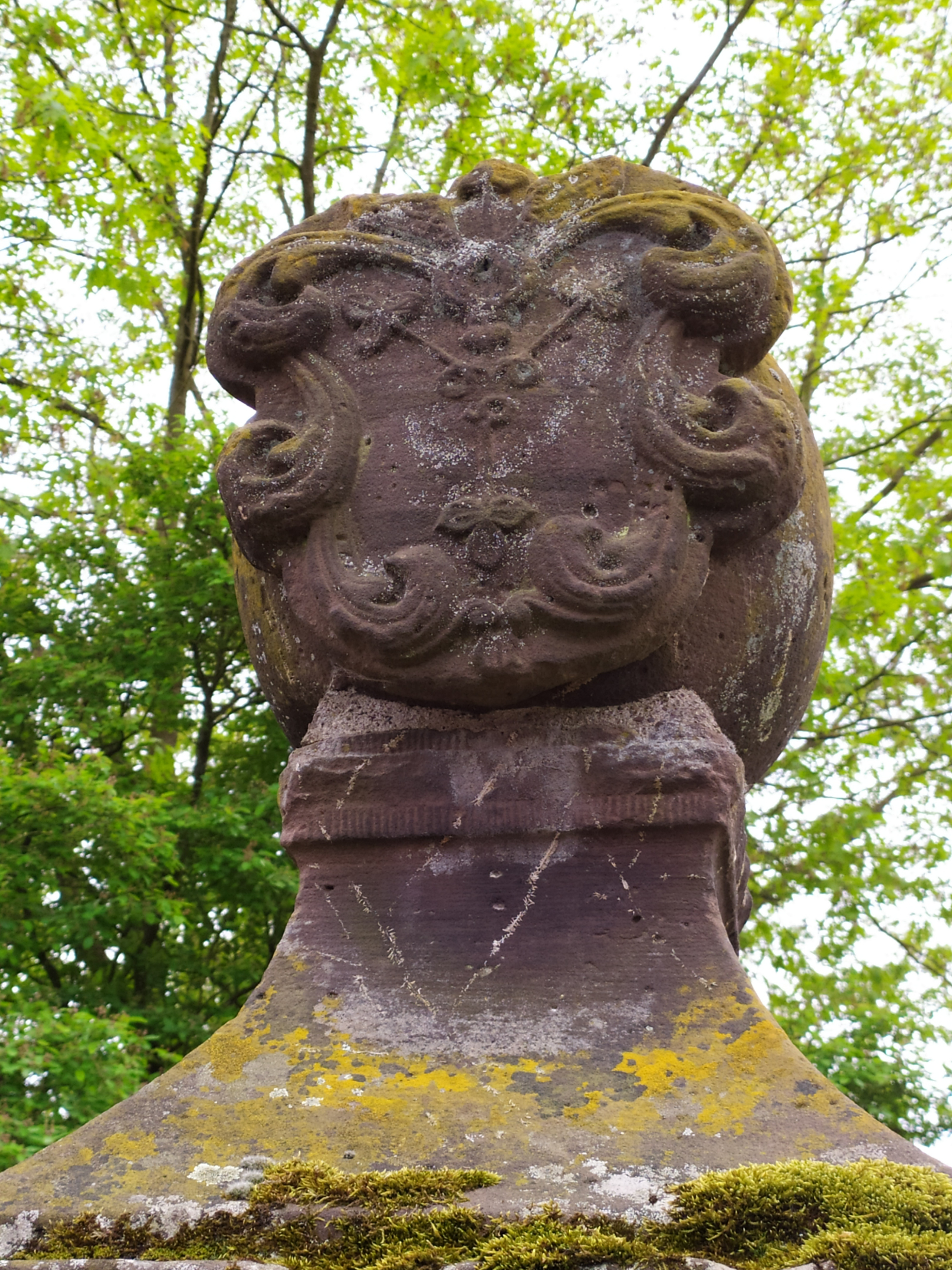
Steinkugel mit dem Wappen des Geschlechts Rauschenplat bei ihrem ehemaligen Burgmannshof in Dassel

In Silber drei gabelförmig gestellte grüne Kleeblätter, je mit den Stielen aus einem grünen Aste hervorgehend, der bei dem unteren quer liegt, bei den oberen schräg-einwärts gestellt ist. Auf dem Helm mit grün-silbernen Decken eine der Schildfiguren zwischen offenem silbernen Flug. Die Darstellung des Familienwappens in Johann Siebmachers Wappenbuch von 1605 weicht davon etwas ab.